# Andrew Fletcher (politico)
Andrew Fletcher of Saltoun (Saltoun, 1655 – Londra, 1716) è stato un politico scozzese.
Oppositore di Carlo II d'Inghilterra, fu costretto a rifugiarsi nei Paesi Bassi, ma, rimpatriato, si arruolò nell'esercito di James Scott, I duca di Monmouth.
Di nuovo esiliato per omicidio, tornò dopo la Gloriosa Rivoluzione. Nel 1703 venne eletto al parlamento scozzese.